# Bohuslav Svoboda

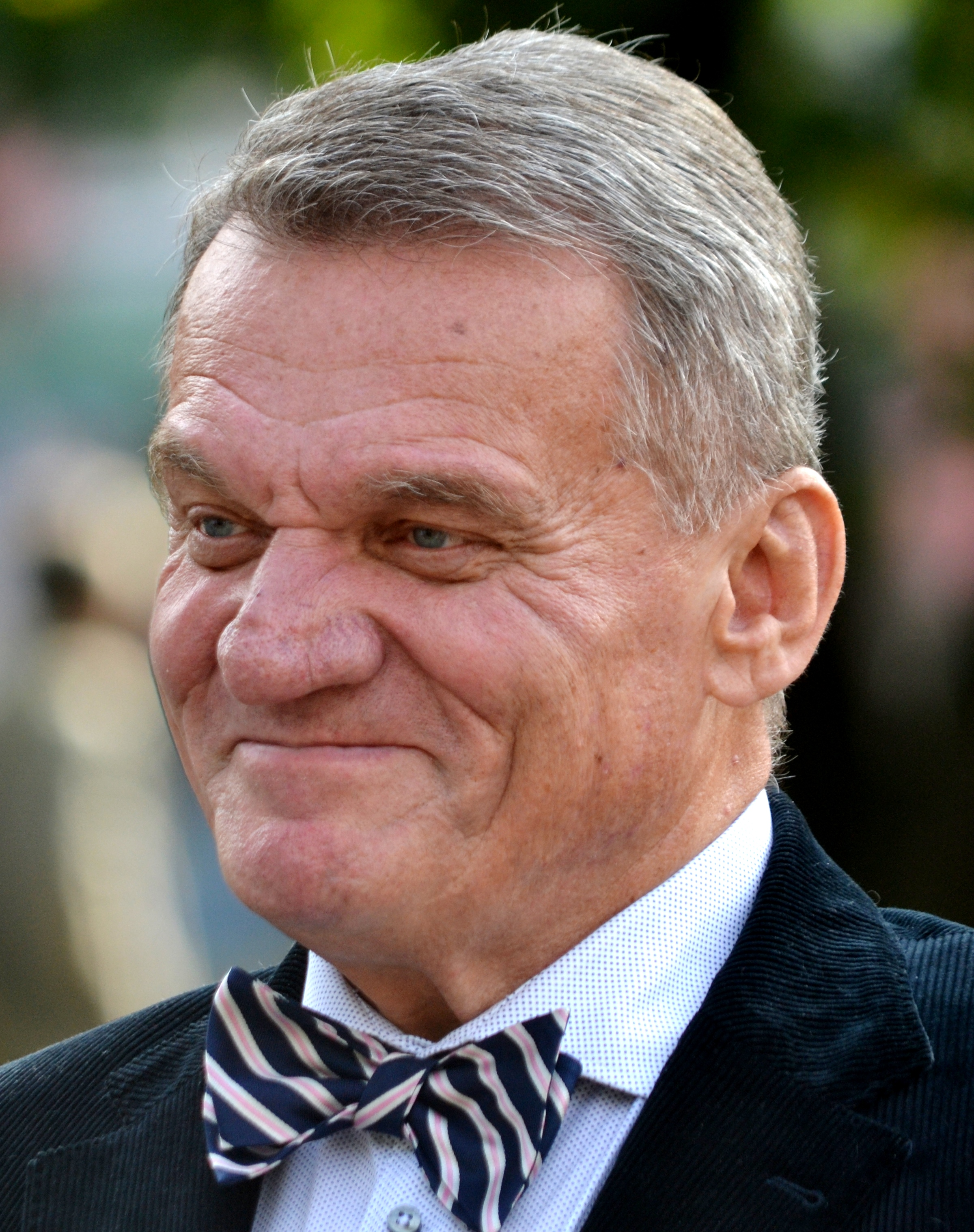
Bohuslav Svoboda (2014)

Bohuslav Svoboda (* 8. Februar 1944 in Prag) ist ein tschechischer Gynäkologe und Politiker. Zwischen dem 30. November 2010 und dem 23. Mai 2013, und wieder seit dem 16. Februar 2023 ist er Oberbürgermeister der tschechischen Hauptstadt Prag.
Svoboda ist von Beruf Gynäkologe. Nach dem Examen im Jahr 1967 arbeitete er zwei Jahre in Příbram, seitdem ist er an der Geburtsklinik des Universitätskrankenhauses Vinohrady tätig. 1990 wurde er zum Leiter dieser Klinik ernannt, im gleichen Jahr habilitierte er sich auf dem Gebiet der Gynäkologie und Geburtshilfe. Von 1990 bis 1996 war er Prodekan der 3. Medizinischen Fakultät der Prager Karlsuniversität, von 2003 bis 2010 deren Dekan. 2010 wurde er wieder zum Prodekan gewählt, gab diesen Posten aber auf, als er zum Bürgermeister von Prag gewählt wurde. 1992–1998 war Svoboda Präsident der tschechischen Ärztekammer.
Svoboda kandidierte 1998 erfolglos für die Viererkoalition zum Senat der Tschechischen Republik. Im September 2010 trat er in die Občanská demokratická strana ein. Am 30. November 2010 wurde er von einer Koalition der Občanská demokratická strana mit den Sozialdemokraten als Nachfolger von Pavel Bém zum Bürgermeister von Prag gewählt. Nach einem Jahr zerbrach diese Koalition. Svoboda regierte von da an in einem Bündnis seiner ODS mit der TOP 09. Dieses Bündnis zerbrach jedoch im Mai 2013 ebenfalls. Svoboda wurde daraufhin vom Prager Stadtrat am 23. Mai 2013 auf Vorschlag der Sozialdemokraten mit Zustimmung der TOP 09 vom Oberbürgermeisterposten abberufen.
Bei den vorgezogenen Abgeordnetenhauswahlen am 25./26. Oktober 2013 wurde Svoboda für die ODS ins tschechische Abgeordnetenhaus gewählt.
Nach den Kommunalwahlen in Prag 2022 wurde er 2023 erneut zum Bürgermeister von Prag gewählt.